# W81

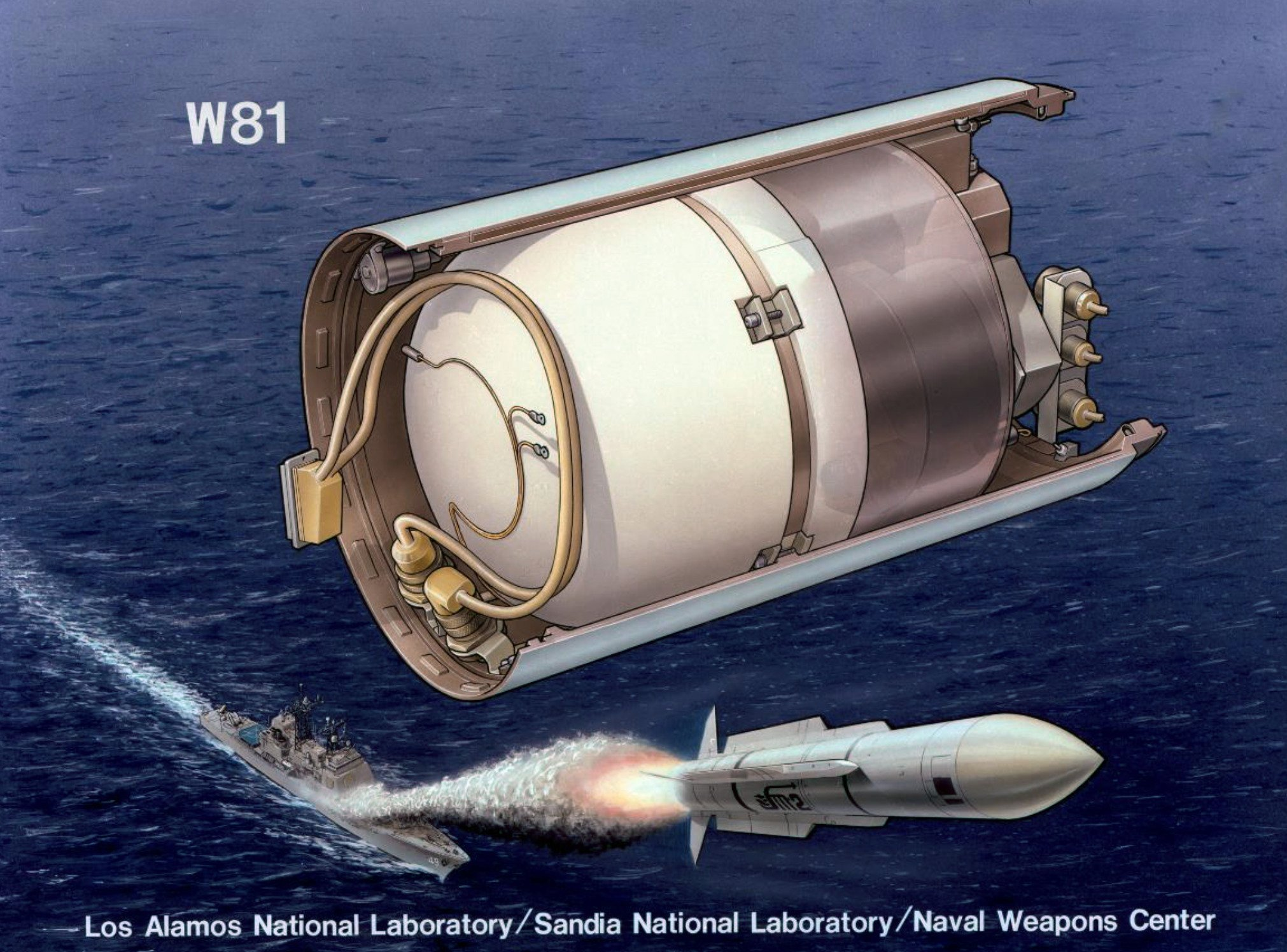
Боєголовка W81 і ракета SM-2

W81 — запланована американська боєголовка для встановлення на ракету «земля-повітря» SM-2, що використовується ВМС Сполучених Штатів. Вважалося, що W81 походить від ядерної бомби B61, яка є основою поточного арсеналу ядерних гравітаційних бомб США і з якої походить боєголовка крилатої ракети W80. Зброя розроблялася в Лос-Аламоській національній лабораторії (тоді як вона називалася Лос-Аламоська наукова лабораторія, англ. Los Alamos Scientific Laboratory LASL).

## Конструкція
W81 пройшла кілька ітерацій дизайну, починаючи з розширеної моделі випромінювання, потім моделі чистого поділу й була скасована в 1986 році.
Характеристики невідомі в деталях, але B61, з якої вона походить, має фізичний пакет (ядро бомби) приблизно 30 см в діаметрі при довжині 81 см, вагою близько 140 кг (див. W80, ще один похідний дизайн B61). Доступні зображення LASL показують набагато коротшу зброю, можливо 30 на 41–46 см, ймовірно, остаточна концепція W81 лише для поділу, що відповідає розміру основної речовини поділу B61.
На зображенні LASL чітко видно, що боєголовка займає більшу частину, але не всю, 34 см діаметр тіла СМ-2.

## Дивись також
- Ядерна бомба B61